# The Dave Clark Five
The Dave Clark Five (також The DC5) — британський поп-гурт, утворений Дейвом Кларком у 1957 році в Лондоні. У першій половині 1960-х років колектив (звучання якого багато в чому визначали саксофон і потужні барабанні партії) вважався лідером «Тоттенем-саунду» (стилістичної біт-хвилі, що конкурувала з мерсібітом), а також головним конкурентом The Beatles на британській поп-сцені.
Основна особливість структури складу і іміджу Dave Clark Five зумовлювалася тим фактом, що лідером гурту був барабанщик, чия установка на сцені висувалася вперед, так що інші учасники з боків і ззаду виглядали акомпаніаторами. При тому, що Кларк завжди очолював гурт на концертах, більшу частину студійних партій для неї записав сесійний музикант Боббі Грем (англ. Bobby Graham), відомий також тим, що виконав партії ударних в альбомних версіях двох треків, що вважаються класикою 1960-х: «You Really Got Me» (The Kinks) і «Gloria» (Them).

## Історія
У лютому 1964 року The Dave Clark Five увійшли в першу американську десятку з синглом «Glad All Over» (№ 6), ставши другим після The Beatles гуртом «британського вторгнення», кому це вдалося.

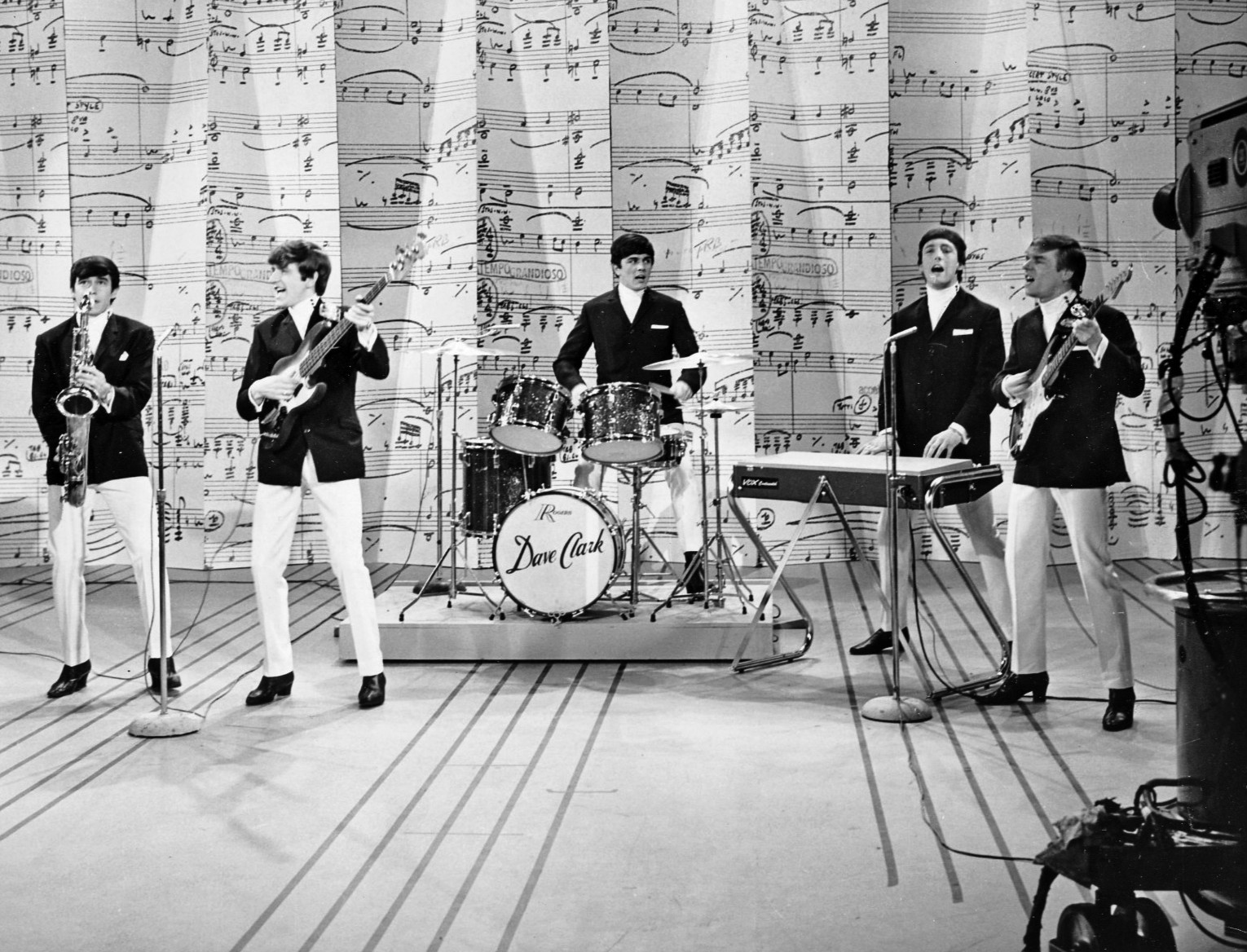
The Dave Clark Five на Шоу Еда Саллівана. 1964 рік.

У тому ж році гурт випустив ще чотири хіти («Bits and Pieces» — № 4; «Can't You See That She's Mine», № 4; «Because» — № 3; «Anyway You Want It» — № 14), а в грудні 1965 року очолив Billboard Hot 100 з синглом «Over and Over» (кавер на пісню Боббі Дея). В наслідування бітловському A Hard Day's Night DC5 в 1965 році випустили Catch Us If You Can, музичний фільм режисера Джона Бормана.
Всього в період з 1964 по 1967 роки 17 синглів The Dave Clark Five входили в американський Топ 40 і 20 — в британський Топ 40. Вісімнадцять разів (частіше, ніж будь-який інший британський гурт) Dave Clark Five виступали в програмі Шоу Еда Саллівана.
Починаючи з 1968 року популярність гурту стала падати; його спроба перейти в психоделічний стиль не увінчалася успіхом. У 1970 році The Dave Ckarke Five розпався. Дейв Кларк зайнявся продюсерською діяльністю, пізніше став відомим в Британії музичним бізнесменом.
10 березня 2008 року Dave Clark Five були введені до Зали слави рок-н-ролу. За два тижні до цього Майк Сміт помер від пневмонії у віці 64 років. Деніс Пейтон помер у грудні 2006 року від раку; йому було 63.

## Склад

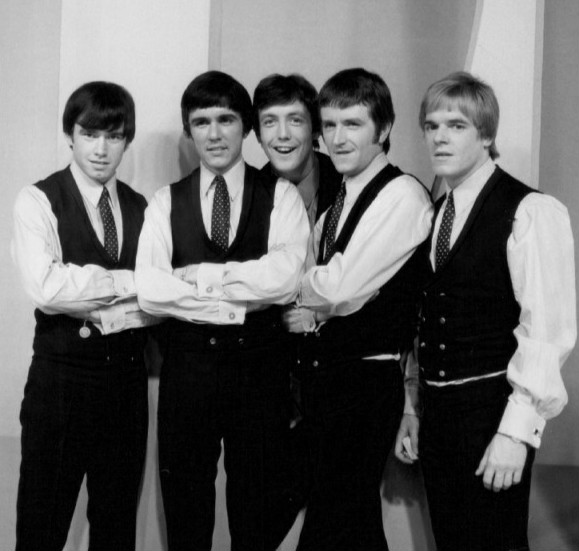
Склад The Dave Clark Five у 1966 році. Зліва: Деніс Пейтон, Дейв Кларк, Майк Сміт, Рік Гакслі та Ленні Девідсон.

До складу колективу в різні роки входило:
Класичний склад
- Дейв Кларк[en] — задній вокал, ударні (1959–1970)[7][8]
- Майк Сміт[en] — ведучий вокал, клавішні (1961—1970)[7]
- Ленні Девідсон[en] — задній вокал та ритм-гітари (1961—1970)[7]
- Рік Гакслі[en] — бек-вокал, бас-гітара, ритм-гітара[7] (1959—1970)
- Деніс Пейтон[en] — саксофони, гармоніка, ритм-гітара (1962—1970)[7][9]

Ранні учасники
- Стен Саксон — головний вокал, саксофон[10]
- Мік Райан — провідна гітара[10]
- Кріс Воллс — бас[10]

## Дискографія

### Альбоми (Велика Британія)
| Заголовок                                   | Лейбл / №             | Місце в UK Albums Chart | Рік  |
| ------------------------------------------- | --------------------- | ----------------------- | ---- |
| A Session with the Dave Clark Five          | Columbia SX 1598      | № 3                     | 1964 |
| Catch Us If You Can                         | Columbia SX 1756      | № 8                     | 1965 |
| Greatest Hits                               | Columbia SX 6105      | —                       | 1967 |
| Everybody Knows                             | Columbia SX 6207      | —                       | 1968 |
| 5 By 5 = GO! (14 Titles by Dave Clark Five) | Columbia SX 6309      | —                       | 1969 |
| If Somebody Loves You                       | Columbia SCX 6437     | —                       | 1969 |
| Good Old Rock n' Roll                       | EMI Starline SRS 5090 | —                       | 1970 |
| Dave Clark and Friends                      | Columbia SCX 6494     | —                       | 1972 |
| 25 Thumping Greats Hits                     | Polydor POLTV 7       | № 7                     | 1978 |
| Glad All Over Again                         | EMI 89249             | № 28                    | 1993 |
| The Hits                                    | UMTV 001FNCDP6        | № 15                    | 2008 |

### Альбоми (США)
| Заголовок альбому                   | Лейбл / № (моно/стерео) | Billboard 200 | Cashbox | Рік  | Примітки                                                       |
| ----------------------------------- | ----------------------- | ------------- | ------- | ---- | -------------------------------------------------------------- |
| Glad All Over                       | Epic LN 24093/BN 26093  | № 3           | № 6     | 1964 |                                                                |
| The Dave Clark Five Return!         | Epic LN 24104/BN 26104  | № 5           | № 7     | 1964 |                                                                |
| American Tour                       | Epic LN 24117/BN 26117  | № 11          | № 16    | 1964 |                                                                |
| Coast to Coast                      | Epic LN 24128/BN 26128  | № 6           | № 10    | 1965 |                                                                |
| Weekend in London                   | Epic LN 24139/BN 26139  | № 24          | № 24    | 1965 |                                                                |
| Having a Wild Weekend               | Epic LN 24162/BN 26162  | № 15          | № 11    | 1965 | Лише 4 з 12 треків альбому увійшли в звукову доріжку до фільму |
| I Like It Like That                 | Epic LN 24178/BN 26178  | № 32          | № 41    | 1965 |                                                                |
| The Dave Clark Five's Greatest Hits | Epic LN 24185/BN 26185  | № 9           | № 7     | 1966 |                                                                |
| Try Too Hard                        | Epic LN 24198/BN 26198  | № 77          | № 25    | 1966 |                                                                |
| Satisfied With You                  | Epic LN 24212/BN 26212  | № 127         | № 85    | 1966 |                                                                |
| More Greatest Hits                  | Epic LN 24221/BN 26221  | № 103         | № 49    | 1966 |                                                                |
| 5 By 5                              | Epic LN 24236/BN 26236  | № 119         | № 66    | 1967 |                                                                |
| You Got What It Takes               | Epic LN 24312/BN 26312  | № 149         | № 77    | 1967 |                                                                |
| Everybody Knows                     | Epic LN 24354/BN 26354  | —             | —       | 1968 |                                                                |
| Glad All Over Again                 | Epic KEG 33459          | —             | —       | 1975 | Збірник, до якого увійшли 17 хітів і три неальбомних треки     |
| History Of The Dave Clark Five      | Hollywood 61482         | № 127         | —       | 1993 | Випущений також подвійним CD, подвійним LP і подвійною касетою |

### Сингли (Велика Британія)
| сторона А / сторона Б                                                               | Лейбл / №        | UK Singles Chart | Дата випуску  |
| ----------------------------------------------------------------------------------- | ---------------- | ---------------- | ------------- |
| «Chaquita» сторона Б: «In Your Heart»                                               | Ember 156        | —                | серпень 1962  |
| «First Love» сторона Б: «I Walk The Line»                                           | Piccadilly 35088 | —                | грудень 1962  |
| «I Knew It All The Time» сторона Б: «That's What I Said»                            | Piccadilly 35500 | —                | лютий 1963    |
| «The Mulberry Bush» сторона Б: «Chaquita»                                           | Columbia DB 7011 | —                | березень 1963 |
| «Do You Love Me» сторона Б: «Doo Dah»                                               | Columbia DB 7112 | № 30             | жовтень 1963  |
| «Glad All Over» сторона Б: «I Know You»                                             | Columbia DB 7154 | № 1              | листопад 1963 |
| «Bits and Pieces» сторона Б: «All Of The Time»                                      | Columbia DB 7210 | № 2              | лютий 1964    |
| «Can't You See That She's Mine» сторона Б: «Because»                                | Columbia DB 7291 | № 10             | травень 1964  |
| «Thinking of You Baby» сторона Б: «Whenever You're Around»                          | Columbia DB 7335 | № 26             | серпень 1964  |
| «Anyway You Want It» сторона Б: «Crying Over You»                                   | Columbia DB 7377 | № 25             | жовтень 1964  |
| «Everybody Knows (I Still Love You)» сторона Б: «Say You Want Me»                   | Columbia DB 7453 | № 37             | січень 1965   |
| «Reelin' and Rockin'» сторона Б: «Little Bitty Pretty One»                          | Columbia DB 7503 | № 24             | березень 1965 |
| «Come Home» сторона Б: «Your Turn To Cry»                                           | Columbia DB 7580 | № 16             | травень 1965  |
| «Catch Us If You Can» сторона Б: «On The Move»                                      | Columbia DB 7580 | № 5              | липень 1965   |
| «Over And Over» сторона Б: «I'll Be Yours (My Love)»                                | Columbia DB 7644 | № 45             | листопад 1965 |
| «Try Too Hard» сторона Б: «All Night Long»                                          | Columbia DB 7863 | —                | травень 1966  |
| «Look Before You Leap» сторона Б: «Please Tell Me Why»                              | Columbia DB 7909 | № 50             | травень 1966  |
| «Nineteen Days» сторона Б: «I Need Love»                                            | Columbia DB 8028 | —                | жовтень 1966  |
| «You Got What It Takes» сторона Б: «Sitting Here Baby»                              | Columbia DB 8152 | № 28             | березень 1967 |
| «Tabatha Twitchit» сторона Б: «Man In The Pin Striped Suit»                         | Columbia DB 8194 | —                | липень 1967   |
| «Everybody Knows» сторона Б: «Concentration Baby»                                   | Columbia DB 8286 | № 2              | листопад 1967 |
| «No One Can Break a Heart Like You» сторона Б: «You Don't Want My Lovin'»           | Columbia DB 8342 | № 28             | лютий 1968    |
| «The Red Balloon» сторона Б: «Maze Of Love»                                         | Columbia DB 8465 | № 7              | вересень 1968 |
| «Live in the Sky» сторона Б: «Children»                                             | Columbia DB 8505 | № 39             | листопад 1968 |
| «The Mulberry Tree» сторона Б: «Small Talk»                                         | Columbia DB 8545 | —                | лютий 1969    |
| «Put a Little Love in Your Heart» сторона Б: «34-06»                                | Columbia DB 8624 | № 31             | жовтень 1969  |
| «Good Old Rock 'n' Roll» сторона Б: «One Night» / «Lawdy Miss Clawdy»               | Columbia DB 8638 | № 7              | грудень 1969  |
| «Everybody Get Together» сторона Б: «Darling, I Love You»                           | Columbia DB 8660 | № 8              | березень 1970 |
| «Julia» сторона Б: «Five By Five»                                                   | Columbia DB 8681 | —                | квітень 1970  |
| «Here Comes Summer» сторона Б: «Break Down and Cry»                                 | Columbia DB 8689 | № 44             | липень 1970   |
| «More Good Old Rock 'n' Roll» сторона Б: «Raining in My Heart» / «Memphis Tennesse» | Columbia DB 8724 | № 34             | листопад 1970 |
| «Southern Man» сторона Б: «If You Wanna See Me Cry»                                 | Columbia DB 8749 | —                | грудень 1970  |
| «Won't You Be My Lady?» сторона Б: «Into Your Life»                                 | Columbia DB 8791 | —                | червень 1971  |
| «Draggin' the Line» сторона Б: «One Eyed, Blue Suited, Gun Totin' Man»              | Columbia DB 8834 | —                | жовтень 1971  |
| «Think of Me» сторона Б: «Right Or Wrong»                                           | Columbia DB 8862 | —                | лютий 1972    |
| «Rub It In» сторона Б: «I'm Sorry Baby»                                             | Columbia DB 8907 | —                | липень 1972   |
| «Sweet City Woman» сторона Б: «Love Comes But Once»                                 | EMI 2013         | —                | березень 1973 |
| «Sha-Na-Na-Na-Hey-Hey» сторона Б: «I Don't Know»                                    | EMI 2082         | —                | жовтень 1973  |
| «Glad All Over» (EP reissue)                                                        | EMI CDEMCT 8     | № 37             | травень 1993  |

### Сингли (США)
| сторона А                                                                      | Лейбл / №    | Billboard Hot 100 | Cashbox | Дата випуску  | Примітки                                             |
| ------------------------------------------------------------------------------ | ------------ | ----------------- | ------- | ------------- | ---------------------------------------------------- |
| «I Walk The Line» сторона Б: «First Love»                                      | Laurie 3188  | —                 | —       | 1963          | Перевиданий в 1964, Rust 5078                        |
| «Chaquita» сторона Б: «In Your Heart»                                          | Jubilee 5476 | —                 | —       | 1964          |                                                      |
| «Glad All Over» сторона Б: «I Know You»                                        | Epic 9656    | № 6               | № 5     | лютий 1964    | Композиція Кларка і Сміта. Перший золотий диск гурту |
| «Bits and Pieces» сторона Б: «All Of The Time»                                 | Epic 9671    | № 4               | № 4     | квітень 1964  | Золотий диск                                         |
| «I Knew It All The Time» сторона Б: «That's What I Said»                       | Congress 212 | № 53              | № 73    | квітень 1964  |                                                      |
| «Do You Love Me» сторона Б: «Chaquita»                                         | Epic 9678    | № 11              | № 8     | травень 1964  | Золотий диск                                         |
| «Can't You See That She's Mine» сторона Б: «No Time To Lose»                   | Epic 9692    | № 4               | № 4     | червень 1964  | Золотий диск                                         |
| «Because» сторона Б: «Theme Without A Name»                                    | Epic 9704    | № 3               | № 7     | серпень 1964  | Золотий диск                                         |
| «Everybody Knows (I Still Love You)» сторона Б: «Ol' Sol»                      | Epic 9722    | № 15              | № 22    | жовтень 1964  |                                                      |
| «Anyway You Want It» сторона Б: «Crying Over You»                              | Epic 9739    | № 14              | № 9     | листопад 1964 | Золотий диск                                         |
| «Come Home» сторона Б: «Your Turn To Cry»                                      | Epic 9763    | № 14              | № 13    | лютий 1965    | Written by Clark and Smith                           |
| «Reelin' and Rockin'» сторона Б: «I'm Thinking»                                | Epic 9786    | № 23              | № 15    | квітень 1965  |                                                      |
| «I Like It Like That» сторона Б: «Hurting Inside»                              | Epic 9811    | № 7               | № 6     | червень 1965  | Золотий диск                                         |
| «Catch Us If You Can» сторона Б: «On The Move»                                 | Epic 9833    | № 4               | № 6     | серпень 1965  | Золотий диск                                         |
| «Over And Over» сторона Б: «I'll Be Yours (My Love)»                           | Epic 9863    | № 1               | № 1     | листопад 1965 | Золотий диск                                         |
| «At the Scene» сторона Б: «I Miss You»                                         | Epic 9882    | № 18              | № 13    | лютий 1966    | сторона Б: вокал Деніс Пейтон                        |
| «Try Too Hard» сторона Б: «All Night Long»                                     | Epic 10004   | № 12              | № 10    | квітень 1966  |                                                      |
| «Please Tell Me Why» сторона Б: «Look Before You Leap»                         | Epic 10031   | № 28              | № 18    | червень 1966  |                                                      |
| «Satisfied With You» сторона Б: «Don't Let Me Down»                            | Epic 10053   | № 50              | № 51    | серпень 1966  |                                                      |
| «Nineteen Days» сторона Б: «Sitting Here Baby»                                 | Epic 10076   | № 48              | № 45    | жовтень 1966  |                                                      |
| «I've Got To Have A Reason» сторона Б: «Good Time Woman»                       | Epic 10114   | № 44              | № 55    | січень 1967   |                                                      |
| «You Got What It Takes» сторона Б: «Doctor Rhythm»                             | Epic 10144   | № 7               | № 8     | квітень 1967  |                                                      |
| «You Must Have Been A Beautiful Baby» сторона Б: «Man In The Pin Striped Suit» | Epic 10179   | № 35              | № 35    | червень 1967  | Автори — Гаррі Воррен и Джонні Мерсер                |
| «A Little Bit Now» сторона Б: «You Don't Play Me Around»                       | Epic 10209   | № 67              | № 52    | серпень 1967  |                                                      |
| «Red And Blue» сторона Б: «Concentration Baby»                                 | Epic 10244   | № 89              | № 69    | листопад 1967 |                                                      |
| «Everybody Knows» сторона Б: «Inside and Out»                                  | Epic 10265   | № 43              | № 41    | грудень 1967  | сторона А: вокал — Ленні Девідсон                    |
| «Please Stay» сторона Б: «Forget»                                              | Epic 10325   | —                 | № 96    | травень 1968  |                                                      |
| «The Red Balloon» сторона Б: «Maze Of Love»                                    | Epic 10375   | —                 | —       | вересень 1968 |                                                      |
| «Paradise (Is Half As Nice)» сторона Б: «34-06»                                | Epic 10476   | —                 | —       | березень 1969 |                                                      |
| «If Somebody Loves You» сторона Б: «Best Day's Work»                           | Epic 10509   | —                 | —       | липень 1969   |                                                      |
| «Bring It On Home To Me» сторона Б: «Darling, I Love You»                      | Epic 10547   | —                 | —       | листопад 1969 |                                                      |
| «Here Comes Summer» сторона Б: «Five By Five»                                  | Epic 10635   | —                 | —       | лютий 1970    |                                                      |
| «Good Old Rock 'n' Roll Medley» сторона Б: «One Night/Lawdy Miss Clawdy»       | Epic 10684   | —                 | —       | червень 1970  |                                                      |
| «Southern Man» сторона Б: «If You Wanna See Me Cry»                            | Epic 10704   | —                 | —       | січень 1971   |                                                      |
| «Won't You Be My Lady?» сторона Б: «Into Your Life»                            | Epic 10768   | —                 | —       | серпень 1971  |                                                      |
| «Rub It In» сторона Б: «I'm Sorry Baby»                                        | Epic 10894   | —                 | —       | 1972          | Dave Clark & Friends, за участі Кларка і Сміта       |